# Josep Cirera i Sampere
Josep Cirera i Sampere (Sabadell, 30 de desembre de 1848 - 23 de novembre de 1912) fou un advocat i polític sabadellenc.

## Biografia
Josep Cirera es llicencià i doctorà en Dret per la Universitat de Barcelona. Va ser un dels fundadors del Banc de Sabadell –del qual va ser secretari i director– i cofundador i degà del Col·legi d'Advocats de Sabadell. Entre altres càrrecs, va ser jutge municipal, regidor de l'Ajuntament de Sabadell i diputat a Corts. També va presidir la Caixa d'Estalvis de Sabadell i l'empresa La Energía; va ser secretari de la Mina d'Aigües de Sabadell, membre de la Junta Administrativa de la Casa de Caritat i caporal del Sometent.
L'any 1901 va cedir gratuïtament a la ciutat els terrenys per a la construcció de l'Hospital Taulí. L'obra va ser encarregada a l'arquitecte Enric Fatjó i les despeses de construcció van ser sufragades amb la venda de l'herència deixada pel canonge Joncar a l'hospital sabadellenc. El 1901 es va posar la primera pedra de l'edifici i les obres es van acabar el 1903.
El 20 de gener de 1914, l'ajuntament presidit per l'alcalde Silvestre Romeu va acordar donar el nom d'Advocat Cirera al que fins aleshores era conegut com a carrer del Safareig Vell.